# Леймейдербрюг
Леймейдербрюг (нід. Leimuiderbrug) — селище в нідерландській провінції Північна Голландія. Входить до муніципалітету Гарлеммермер.